# Gomo Onduku
Gomo Richard Onduku (Ekeremor, 17 novembre 1993) è un calciatore nigeriano, attaccante svincolato.